# Leonard Seweryński
Leonard Karol Seweryński (ur. 15 października 1885, zm. ?) – porucznik piechoty Wojska Polskiego, inżynier, pływak, przedsiębiorca.

## Życiorys
Urodził się 15 października 1885. W C. K. Armii został mianowany kadetem w rezerwie piechoty z dniem 1 stycznia 1910. Był przydzielony do 3 Tyrolskiego pułku Strzelców Cesarskich w Rovereto. Podczas I wojny światowej został awansowany na stopień porucznika w rezerwie piechoty z dniem 1 lutego 1916. Jako oficer nadkompletowy 3 Tyrolskiego pułku Strzelców Cesarskich do 1918 był oficerem oddziału samochodowego (Kraftfahrtruppe, do 1918 Autotruppe).
Po zakończeniu wojny został przyjęty do Wojska Polskiego. Został awansowany na stopień porucznika piechoty ze starszeństwem z dniem 1 czerwca 1919. W 1923, 1924 był oficerem rezerwowym 33 pułku piechoty w Łomży. W 1934 jako porucznik rezerwy piechoty był przydzielony do Oficerskiej Kadry Okręgowej nr I jako oficer po ukończeniu 40 roku życia i pozostawał wówczas w ewidencji Powiatowej Komendy Uzupełnień Warszawa Miasto III.
Podczas mistrzostw Polski w pływaniu 1923 w Krakowie (2 września 1923) startując w wieku niespełna 38 lat i reprezentując WKW Warszawa zdobył złoty medal w wyścigu na 100 m stylem dowolnym oraz złoty medal w sztafecie 4 × 45,2 m (wraz z nim w ekipie WKW płynęli por. Kazimierz Dobrowolski, mjr Wiktor Szandorowski, por. Władysław Kuncewicz).
Wraz z Zygmuntem Andruszkiewiczem był zarządcą Towarzystwa Handlowo-Przemysłowego „Produkt” sp. z o.o., zarejestrowanego w 1921 w Warszawie i zajmującego się handlem, w 1929 będącego w likwidacji. Wraz z inż. Mirosławem Bagockim był zarządcą Towarzystwa Handlowo-Przemysłowego „Panaut” sp. z o.o., zarejestrowanego w styczniu 1929 w Warszawie i zajmującego się wytwarzaniem i handlem patentowanych kłódek, w tym kłódki pancernej. Do 1939 figurował pod adresem ul. Siennej 41 w Warszawie.

## Odznaczenie
- Brązowy Medal Zasługi Wojskowej na wstążce Krzyża Zasługi Wojskowej (przed 1917)[9]